# NGC 1628
NGC 1628 est une galaxie spirale vue par la tranche et située dans la constellation de l'Éridan. NGC 1628 a été découverte par l'astronome américain Lewis Swift en 1886.

## Caractéristiques
Sa vitesse par rapport au fond diffus cosmologique est de 3 644 ± 4 km/s, ce qui correspond à une distance de Hubble de 53,7 ± 3,8 Mpc (∼175 millions d'al).
À ce jour, huit mesures non basées sur le décalage vers le rouge (redshift) donnent une distance de 52,775 ± 5,176 Mpc (∼172 millions d'al), ce qui est à l'intérieur des valeurs de la distance de Hubble.
La classe de luminosité de NGC 1628 est II et elle présente une large raie HI.